# رتو روستی
رتو روستی، رِتو م. روسِتی (Reto M. Rossetti)، یا رتو ماریو روستی، (زادهٔ ۱۹۹۴ و درگذشتهٔ ۱۹۰۹) پروفسور و اسپرانتودان سوئیسی‌الاصل انگلیسی بود.
تسلط شگفت‌آور روستی بر ابعاد گوناگون زبان اسپرانتو، از اشعار پرنکته و نغز گرفته تا داستان‌های کوتاه، او را به یکی از چهره‌های برجستهٔ ادبیات اسپرانتو تبدیل کرده است. اثر پرارزش «گنجینه: هنر نووِل‌نویسی در اسپرانتو» (به اسپرانتو: Trezoro: Esperanta Novel-arto) در دو جلد و ۹۴۸ صفحه، که نشان‌گر غنای اسپرانتو در زمینهٔ آفرینش داستان کوتاه است، توسط او و هنری وَترِه ویراستاری شده است.

## آثار روستی
مجموعه اشعار روستی در کتاب چهارگانه یا گروهِ چهارنفری (به اسپرانتو: Kvaropo) که اثری بسیار ارزنده و مشهور در دنیای شعر اسپرانتو است، به‌چاپ رسیده است. دیگر از آثار او، می‌توان از موارد زیر نام برد:
- مجموعهٔ شعر
  - مِستیزوی دنیا (به اسپرانتو: Mestizo de l’ Mondo)
- مجموعه داستان 
  - از (درونِ) آستین (به اسپرانتو: El la Maniko)
  - مدادِ نوک‌تیز (به اسپرانتو: Pinta Krajono)
- ترجمه
  - اتلوی شکسپیر به زبان اسپرانتو

وی یکی از هم‌کاران اصلی و ویراستار گزیده‌ی ادبی انگلیسی (به اسپرانتو: Angla Antologio) نیز بود.

## روستی و صنایعِ شعری و آرایه‌های ادبی در زبان اسپرانتو
برای بسیاری از افراد این توهم پیش می‌آید که در زبانی منطقی و بدون استثناء، مانند اسپرانتو، نمی‌تواند بازی‌های کلامی، آرایه‌های ادبی، و صنایع شعری، از قبیل ایهام، جِناس و … وجود داشته باشد. در صورتی که یکی از استعدادهای درخشان روسِتی در واقع استفاده از همین صنایعِ شعری و آرایه‌های ادبی در زبان اسپرانتو است. برای نشان دادن این گونه ویژگی‌های اسپرانتو و استعداد شگرف روسِتی در این زمینه، در این‌جا بخش‌هایی از شعری از او آورده می‌شود که در حقیقت به‌خاطر قدردانیِ وی از پروفسور گاستون وارینگی‌یِن (Gaston Waringhien 1901-1991) سروده شده است که رباعیات خیام را با توانائیِ تمام از اصل فارسی به زبان اسپرانتو ترجمه کرده‌است. پروفسور وارینگی‌یِن، که به‌خاطر بهره‌مند شدن از رباعیات خیام، اقدام به فراگیریِ زبان فارسی کرد، تعداد بسیار زیادی از رباعیات خیام را مستقیماً از زبان فارسی به زبان اسپرانتو ترجمه کرده است و همان‌گونه که آرماند رابین (Armand Robin) ابراز داشته است، ترجمهٔ وارینگی‌یِن «وفادارترین ترجمهٔ عمر خیام است». در ترجمهٔ زیر کلمات ایهام‌دار به‌صورت ایتالیک نوشته شده‌است و معانیِ دوم (و در مواردی سومِ) آن در پرانتز گفته شده‌است.
سلام بر گاستون وارینگی‌یِن که رباعیاتِ عمر خیام را به اَلِکساندرینِ اسپرانتو ترجمه کرده‌است.
Saloton al Gaston Waringhien, kiu tradukis la robajojn de Omar Kajjam en :Esperantajn aleksandrojn
دایرهٔ زمان پُر است از
پیچ و خم‌ها، پس از دو هزار سال:
دوباره در برابر یک پارسی (داریوش/خیام) فرا می‌آید
اسکندری (وزن شعریِ الکساندرین)! …

اگر انبانِ واژگان کافی نبود
برای بیانِ گونه‌ای از البسهٔ سرزمینِ پارس،
خُب، پیراهن فارسی به‌سادگی تبدیل شد به
پیراهن-گونه (رباعی)

اِی مردِ الهام‌بخش، یا الهام-مرد،
دستت چه با مهارت 
در اوزانِ شعری موفق بوده‌است –
دستِ مردِ الهام‌بخش (مسلمان)!

بنابراین حال نشان می‌دهی، با یک افشاگری
در گرامر و شعر و شاعری،
میوهٔ کاملاً رسیدهٔ
پارسی‌شناسی (هلو) را!

یا، اگر «پارسی‌گرایی» مناسب است برای
اضافه‌کردن به واژگان،
باید بگوییم: این ثمرهٔ
یک پارسی‌گرا (پایداری) است!

این پارسی‌گرایی به‌گونه‌ای شفاف
به‌یاریِ تجزیه و تحلیلی دقیق، نشان می‌دهد
که توانِ تو همانند کوه آتشفشان می‌آفریند
به‌وسیلهٔ زمین‌لرزه (توسطِ پارسی‌گرایی)!

تو در جریانِ رود فارسی به‌حرکت در آمدی،
و با آرامش و صفا آن را تفسیر کردی،
و ما را به اوج لذت رساندی
با به‌آب‌زدنی پارسی‌گونه (به‌گونه‌ای ترغیب‌کننده)!

دیگر کافی‌است! این یک اصلِ مُسَلَم است
برای هر اهل دانشی، که
گاستون انسان بزرگی است
به‌خودیِ خود (در زبان پارسی/ برای ایرانی‌ها)!